# Asienpokal der Pokalsieger
Der Asienpokal der Pokalsieger (engl.: Asian Cup Winners Cup) war einst der zweitwichtigste asiatische Vereinsfußballwettbewerb nach dem Asian Club Championship und wurde von der Asian Football Confederation (AFC) organisiert. Er wurde zwischen 1991 und 2002 insgesamt zwölf Mal ausgetragen.
Ähnlich den vergleichbaren Wettbewerben in Europa und Afrika wurde im reinen K.-o.-System mit Hin- und Rückspiel bis zum Finale gespielt.
Der Wettbewerb ging 2003 in der AFC Champions League auf.

## Die Endspiele und Sieger
| Saison  | Sieger             | Ergebnisse | Finalist                |
| ------- | ------------------ | ---------- | ----------------------- |
| 1990/91 | FC Persepolis      | 0:0 / 1:0  | Muharraq Club           |
| 1991/92 | Nissan FC          | 1:1 / 5:0  | al-Nassr FC             |
| 1992/93 | Yokohama Marinos   | 1:1 / 1:0  | FC Persepolis           |
| 1993/94 | Al-Qadisiyah       | 4:2 / 2:0  | South China AA          |
| 1994/95 | Yokohama Flügels   | 2:1 n. V.  | Al Shabab               |
| 1995/96 | Bellmare Hiratsuka | 2:1        | Al-Talaba SC            |
| 1996/97 | Al-Hilal           | 3:1        | Nagoya Grampus Eight    |
| 1997/98 | al-Nassr FC        | 1:0        | Suwon Samsung Bluewings |
| 1998/99 | Ittihad FC         | 3:2 n. V.  | Chunnam Dragons         |
| 1999/00 | Shimizu S-Pulse    | 1:0        | Al-Zawraa SC            |
| 2000/01 | Al-Shabab          | 4:2        | Dalian Shide            |
| 2001/02 | Al-Hilal           | 2:1 n. GG  | Jeonbuk Hyundai Motors  |

### Ranglisten
| Rang | Klub                | Titel | Jahr(e)              |
| ---- | ------------------- | ----- | -------------------- |
| 1    | Yokohama F. Marinos | 3     | 1992 1, 1993, 1995 2 |
| 2    | Al-Hilal            | 2     | 1997, 2002           |
| 3    | Ittihad FC          | 1     | 1999                 |
|      | Al-Nassr FC         | 1     | 1998                 |
|      | Al-Shabab           | 1     | 2001                 |
|      | Al-Qadisiyah        | 1     | 1994                 |
|      | FC Persepolis       | 1     | 1991                 |
|      | Shimizu S-Pulse     | 1     | 2000                 |
|      | Bellmare Hiratsuka  | 1     | 1996                 |

| Rang | Land          | Titel |
| ---- | ------------- | ----- |
| 1    | Saudi-Arabien | 6     |
| 2    | Japan         | 5     |
| 3    | Iran          | 1     |